# سرسیول
سرسیول (به فرانسوی: Cerseuil) یک کمون (فرانسه) در فرانسه است که در ان (ا-دو-فرانس) واقع شده‌است. سرسیول ۴٫۶۱ کیلومتر مربع مساحت دارد ۱۹۰ متر بالاتر از سطح دریا واقع شده‌است.